# Lijst van voetbalinterlands Algerije - Frankrijk
Deze lijst van voetbalinterlands is een overzicht van alle officiële voetbalwedstrijden tussen de nationale teams van Algerije en Frankrijk.  De landen hebben tot op heden een keer tegen elkaar gespeeld. Dat was een vriendschappelijke ontmoeting op 6 oktober 2001 in Saint-Denis.

## Wedstrijden
| № | Plaats      | Datum          | Competitie        | Wedstrijd            | Uitslag |
| - | ----------- | -------------- | ----------------- | -------------------- | ------- |
| 1 | Saint-Denis | 6 oktober 2001 | Vriendschappelijk | Frankrijk − Algerije | 4 − 1   |

## Samenvatting
| Competitie        | Totaal gespeeld | Winst Algerije | Gelijk | Winst Frankrijk | Doelsaldo Algerije – Frankrijk |
| ----------------- | --------------- | -------------- | ------ | --------------- | ------------------------------ |
| Vriendschappelijk | 1               | 0              | 0      | 1               | 1 − 4                          |
| Totaal            | 1               | 0              | 0      | 1               | 1 − 4                          |

Wedstrijden bepaald door strafschoppen worden, in lijn met de FIFA, als een gelijkspel gerekend.

## Details

### Eerste ontmoeting
| Vriendschappelijk (Saint-Denis, Frankrijk, 7 oktober 2001):                                     |       |                      |
| Frankrijk                                                                                       | 4 – 1 | Algerije             |
| Vincent Candela 20' Emmanuel Petit 32' Thierry Henry 41' Robert Pirès 55'                       | goals | 45+1' Djamel Belmadi |
| - Wedstrijd gestaakt in 76ste minuut wegens bestorming van het veld door Algerijnse supporters. |       |                      |